# Macrocleptes caledonicus
Macrocleptes caledonicus là một loài bọ cánh cứng trong họ Cerambycidae.